# Supayacetus muizoni
Il supayaceto (Supayacetus muizoni) è un cetaceo estinto, appartenente ai basilosauridi. Visse nell'Eocene medio/superiore (Bartoniano, circa 40 - 37 milioni di anni fa) e i suoi resti fossili sono stati ritrovati in Sudamerica.

## Descrizione
Questo animale era un basilosauride di dimensioni medie, e probabilmente superava i 5 metri di lunghezza. Rispetto ad altri animali simili, come Zygorhiza e Dorudon, Supayacetus si distingueva per una combinazione di caratteristiche anatomiche, che comprendevano un manubrio dello sterno a forma di T, con un processo a forma di bastoncino; molari con dentelli accessori; un'ampia scapola con una grande fossa sottospinata; omero con testa grande ed emisferica, tuberosità prossimali ben definite, una lunga cresta deltopettorale e un ampio asse. Rispetto ad altri archeoceti, Supayacetus era più grande di Protocetus ma il suo cranio e le vertebre sono più piccoli rispetto a quelli di altri basilosauridi.

## Classificazione
Supayacetus è conosciuto grazie al ritrovamento dell'olotipo MUSM 1465, uno scheletro parziale ritrovato nel sito fossilifero noto come Valle de los Arqueocetos, dalla Formazione Paracas del Bacino di Pisco in Perù (risalente a circa 40 - 37 milioni di anni fa). Questo animale venne descritto per la prima volta nel 2011; il nome generico, Supayacetus, deriva da Supay, il dio Inca della morte, e dalla parola greca ketos (balena). L'epiteto specifico, muizoni, è in onore del paleontologo Christian de Muizon, che ha contribuito notevolmente alla paleontologia peruviana. 
Supayacetus muizoni è considerato un membro dei Basilosauridae, a causa della presenza di grandi dentelli accessori sui molari, una condizione si trova solo nei basilosauridi tra gli archeoceti. Supayacetus è inoltre considerato un membro della sottofamiglia Dorudontinae, sulla base delle dimensioni relativamente ridotte e della mancanza di allungamento delle vertebre dorsali e lombari. Nella stessa formazione geologica che ha restituito i fossili di questo animale sono stati ritrovati i resti di un altro dorudontino di dimensioni minori, Ocucajea, e di un protocetide ancora senza nome.